# Scytodes piyampisi
Scytodes piyampisi är en spindelart som beskrevs av Rheims et al. 2005. Scytodes piyampisi ingår i släktet Scytodes och familjen spottspindlar. Inga underarter finns listade i Catalogue of Life.